# Luis Ángel Maté
Luis Ángel Maté Mardones (Madrid, 23 maart 1984) is een Spaans voormalig wielrenner.

## Biografie
Alvorens professioneel wielrenner te worden, won Maté twee etappes in het Circuito Montañés (2005, 2007) en de koninginnenrit in de Ronde van Tenerife van 2007. In 2008 debuteerde hij als professional bij Andalucía-CajaSur. Na een jaar verkaste Maté naar Androni Giocattoli. Hij behaalde in zijn tweede en tevens laatste jaar voor dat team (2010) zijn eerste professionele overwinning, een rit in de Ronde van San Luis. Sinds 2011 rijdt Maté voor Cofidis. Na 10 seizoenen in Franse loondienst stapte Maté in 2021 over naar het Baskische Euskaltel-Euskadi.
In 2024 eindigde hij zijn wielercarrière na de Ronde van Spanje. Hij besloot de thuisreis van Madrid naar Marbella van zo'n 650 kilometer niet per vliegtuig of auto te maken, maar op de fiets. Hij wilde hiermee een signaal afgeven dat de manier van verplaatsen van invloed is op de klimaatverandering. Aan het eind van het jaar werd hij onderscheiden met de eerste Gino Mäder Prijs voor een rijder die zich onderscheidt door sociale betrokkenheid.

## Belangrijkste overwinningen
2005
5e etappe deel A Circuito Montañés
2007
5e etappe deel A Circuito Montañés
2010
6e etappe Ronde van San Luis
2011
4e etappe Route du Sud
2012
Berg- en sprintklassement Ruta del Sol
2023
6e etappe Ronde van Portugal
2024
4e etappe Ronde van Portugal
Bergklassement Ronde van Portugal

## Resultaten in voornaamste wedstrijden
| Jaar | Ronde van Italië | Ronde van Frankrijk | Ronde van Spanje |
| ---- | ---------------- | ------------------- | ---------------- |
| 2009 |                  |                     |                  |
| 2010 |                  |                     |                  |
| 2011 |                  |                     | 63e              |
| 2012 |                  | 130e                | 47e              |
| 2013 |                  | 88e                 | 42e              |
| 2014 |                  | 31e                 | 19e              |
| 2015 |                  | 43e                 |                  |
| 2016 |                  | 55e                 | 22e              |
| 2017 |                  | 56e                 | 24e              |
| 2018 |                  |                     | 106e             |
| 2019 |                  |                     | 102e             |
| 2020 |                  |                     | 23e              |
| 2021 |                  |                     | 30e              |
| 2022 |                  |                     | 62e              |
| 2023 |                  |                     |                  |
| 2024 |                  |                     | 65e              |

| Jaar | Milaan-San Remo | Amstel Gold Race | Luik-Bast.‑Luik | Ronde van Lombardije | Waalse Pijl | Brabantse Pijl |  | WK op de weg |
| ---- | --------------- | ---------------- | --------------- | -------------------- | ----------- | -------------- |  | ------------ |
| 2009 | 149e            | opgave           | opgave          | 118e                 | 73e         |                |  |              |
| 2010 |                 |                  | opgave          |                      | opgave      |                |  |              |
| 2011 |                 | opgave           | opgave          |                      | opgave      | opgave         |  |              |
| 2012 |                 |                  |                 |                      |             |                |  |              |
| 2013 |                 |                  | 117e            |                      |             |                |  |              |
| 2014 |                 |                  | 98e             |                      | 82e         | 17e            |  |              |
| 2015 |                 |                  | 81e             |                      | 48e         | 22e            |  |              |
| 2016 | 115e            |                  | 54e             | opgave               | 55e         | opgave         |  | opgave       |
| 2017 |                 |                  | 99e             | 76e                  | 77e         | 47e            |  |              |
| 2018 |                 |                  | 121e            |                      | opgave      | 25e            |  |              |
| 2019 |                 |                  | 82e             | opgave               | 65e         | 44e            |  |              |
| 2020 |                 |                  | opgave          |                      | 101e        |                |  |              |
| 2021 |                 |                  |                 |                      |             |                |  |              |
| 2022 |                 |                  |                 |                      |             |                |  |              |
| 2023 |                 |                  |                 |                      |             |                |  |              |
| 2024 |                 |                  |                 |                      |             |                |  |              |

## Ploegen
- 2008 –  Andalucía-Cajasur
- 2009 –  Serramenti PVC Diquigiovanni-Androni Giocattoli
- 2010 –  Androni Giocattoli-Serramenti PVC Diquigiovanni
- 2011 –  Cofidis, le Crédit en Ligne
- 2012 –  Cofidis, le Crédit en Ligne
- 2013 –  Cofidis, Solutions Crédits
- 2014 –  Cofidis, Solutions Crédits
- 2015 –  Cofidis, Solutions Crédits
- 2016 –  Cofidis, Solutions Crédits
- 2017 –  Cofidis, Solutions Crédits
- 2018 –  Cofidis, Solutions Crédits
- 2019 –  Cofidis, Solutions Crédits
- 2020 –  Cofidis
- 2021 –  Euskaltel-Euskadi
- 2022 –  Euskaltel-Euskadi
- 2023 –  Euskaltel-Euskadi
- 2024 –  Euskaltel-Euskadi

Bagot ·
Barle · 
Buffaz · 
Crépelière ·
Cusin ·
Demaret ·
Dumoulin ·
Duque · 
Edet ·
El Fares ·
Fouchard ·
Gallopin ·
Grandjean ·
Hervio · 
Ista ·
Keukeleire · 
Kriit ·
Labbe ·
Lambert ·
Maté · 
Moncoutié · 
Monier ·
Petit ·
Saramotins · 
Sijmens · 
Taaramäe · 
Thirionet · 
Valentin · 
Vogondy ·
Zingle ·
Delalot (stagiair) ·
Lavieu (stagiair) ·
Molard (stagiair) 
Bagot ·
Barle · 
Buffaz · 
Cammaerts ·
Demaret ·
Di Grégorio ·
Dumoulin ·
Duque · 
Edet ·
Fouchard ·
García ·
Ghyselinck ·
Labbe ·
Lambert ·
Maté · 
Molard ·
Moncoutié · 
Monier ·
Petit ·
Saramotins · 
Sijmens · 
Taaramäe · 
Thirionet · 
Valentin · 
Vogondy ·
Zingle ·
Corbel (stagiair) ·
Turgis (stagiair) 
Bagot ·
Barle · 
Bescond · 
Bessy · 
Cammaerts ·
Coppel ·
Edet ·
Fouchard ·
García ·
Ghyselinck ·
Hardy ·
Jõeäär ·
Labbe ·
Le Mével ·
Lemarchand ·
Levarlet ·
Maté · 
Molard ·
Navarro · 
Petit ·
Poulhiès ·
Sijmens · 
Taaramäe · 
Valentin · 
Zingle ·
Lavery (stagiair) · 
Venturini (stagiair) · 
Verhelst (stagiair) 
Bagot ·
Bescond · 
Cammaerts ·
Coppel ·
Edet ·
Fouchard ·
García ·
Hardy ·
Jõeäär ·
Laporte ·
Le Mével ·
Lemarchand ·
Lemoine ·
Levarlet ·
Maté · 
Molard ·
Navarro · 
Petit ·
Poulhiès ·
Sénéchal · 
Simon ·
Taaramäe · 
Venturini · 
Verhelst ·
Zingle ·
Chetout (stagiair) · 
Kowalski (stagiair) · 
Turgis (stagiair) 
Ahlstrand · Bagot · N.Bouhanni · Chainel · Chetout · Edet · Hardy · Jõeäär · Laporte · Lemoine · Maté · Molard · Navarro · Petit · Rollin · Rossetto · Sénéchal · Simon · Soupe · Turgis · Van Staeyen · Vanbilsen · Venturini · Verhelst · Zingle · R.Bouhanni (stagiair) · Hofstetter (stagiair) · San Sebastián (stagiair)
Ahlstrand · Bagot · N.Bouhanni · R.Bouhanni · Božič · Chetout · Cousin · Edet · Hardy · Hofstetter · Jeannesson · Jõeäär · Laporte · Lemoine · Maté · Molard · Navarro · Perez · Rossetto · Sénéchal · Simon · Soupe · Turgis · Van Staeyen · Vanbilsen · Venturini · Godon (stagiair) · Le Turnier (stagiair)
Bagot · Bonnafond · N. Bouhanni · R. Bouhanni · Chetout · Claeys · Cousin · Edet · Godon · Hofstetter · Laporte · Le Turnier · Lemoine · Maté · Navarro · Perez · Rossetto · Sénéchal · Simon · Soupe · A. Turgis · J. Turgis · Van Genechten · Van Staeyen · Vanbilsen · Venturini · Barceló (stagiair) · Lafay (stagiair) · T. Turgis (stagiair)
Bonnafond · N. Bouhanni · R. Bouhanni · Chetout · Claeys · Edet · Godon · Jesús Herrada · José Herrada · Hofstetter · Lafay · Laporte · Le Turnier · Lemoine · Maté · Navarro · Perez · Rossetto · Simon · Soupe · Teklehaimanot · A. Turgis · J. Turgis · Van Lerberghe · Van Staeyen · Vanbilsen · Morin (stagiair) · Puppio (stagiair) · Skaarseth (stagiair)
Atapuma · Berhane · N. Bouhanni · R. Bouhanni · Chetout · Claeys · Edet · Fortin · Hansen · Jesús Herrada · José Herrada · Hofstetter · Lafay · Laporte · Le Turnier · Lemoine · Maté · Mathis · Morin · Perez · Périchon · Rossetto · Simon · Soupe · Touzé · Van Lerberghe · Vanbilsen · Waeytens · Finé (stagiair) · Leyder (stagiair) · Viviani (stagiair)
Allegaert · Barceló · Berhane · Claeys · Consonni · Edet · Finé · Haas · Hansen · Jesús Herrada · José Herrada · Lafay · Laporte · Le Turnier · Lemoine · Martin · Maté · Mathis · Morin · Perez · Périchon · Rossetto · Sabatini · Touzé · Vanbilsen · Vermote · A. Viviani · E. Viviani  · Prodhomme (stagiair) · Zanoncello (stagiair)
Angulo · Aristi · Azparren · Azurmendi · Ballarin · Bizkarra · Bou · Canal · Cuadrado · Etxeberria · Goikoetxea · Iribar · Irizar · Isasa · Iturria · Juaristi · Lobato · Martín · Maté ·  Soto · Lasa (stagiair) · Mintegui (stagiair)
E. Azparren · X. Azparren · Azurmendi · Ballarin · Berasategi · Bizkarra · Bou · Canal · Cuadrado · Etxeberria · Goikoetxea · Iribar · Isasa · Iturria · Juaristi · Lobato · López de Abetxuko · Martín · Maté ·  Soto
Aberasturi · Alustiza · Azparren · Azurmendi (tot 15/4) · Berasategi · Bizkarra · Bonillo · Bou · Cañellas · Cuadrado · de la Parte · Etxeberria · Fouché · Isasa · Iturria · Juaristi · López de Abetxuko · Martín · Maté · Mintegi · Zubeldia · Ganzabal (stagiair)